# نورمان فرنسيس
نورمان فرنسيس (بالإنجليزية: Norman Francis) هو أكاديمي أمريكي، ولد في 20 مارس 1931 في لافاييت في الولايات المتحدة.